# Bell Aliant

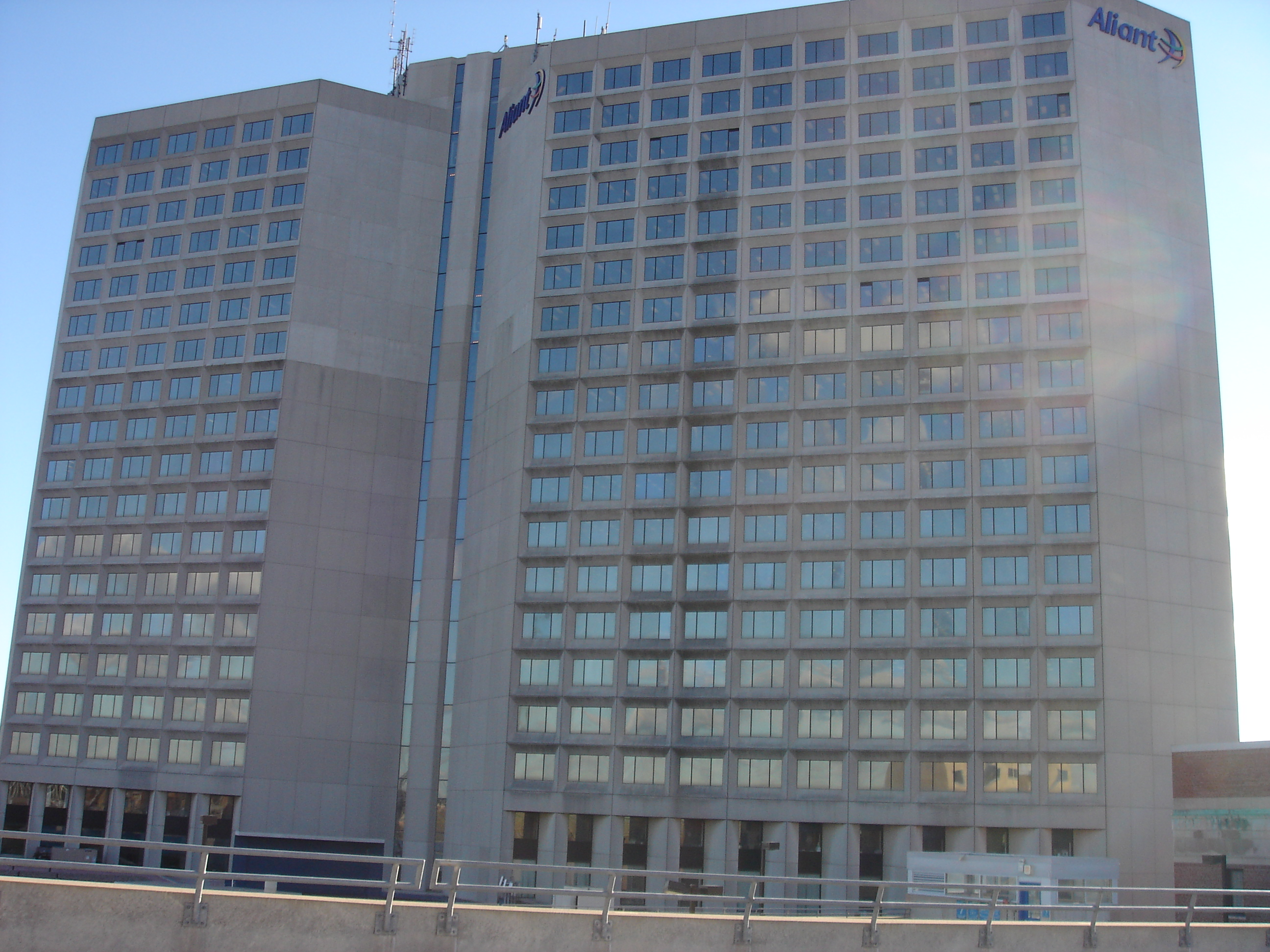
Das Maritime Centre, Bell Aliant's Halifax Bürogebäude.

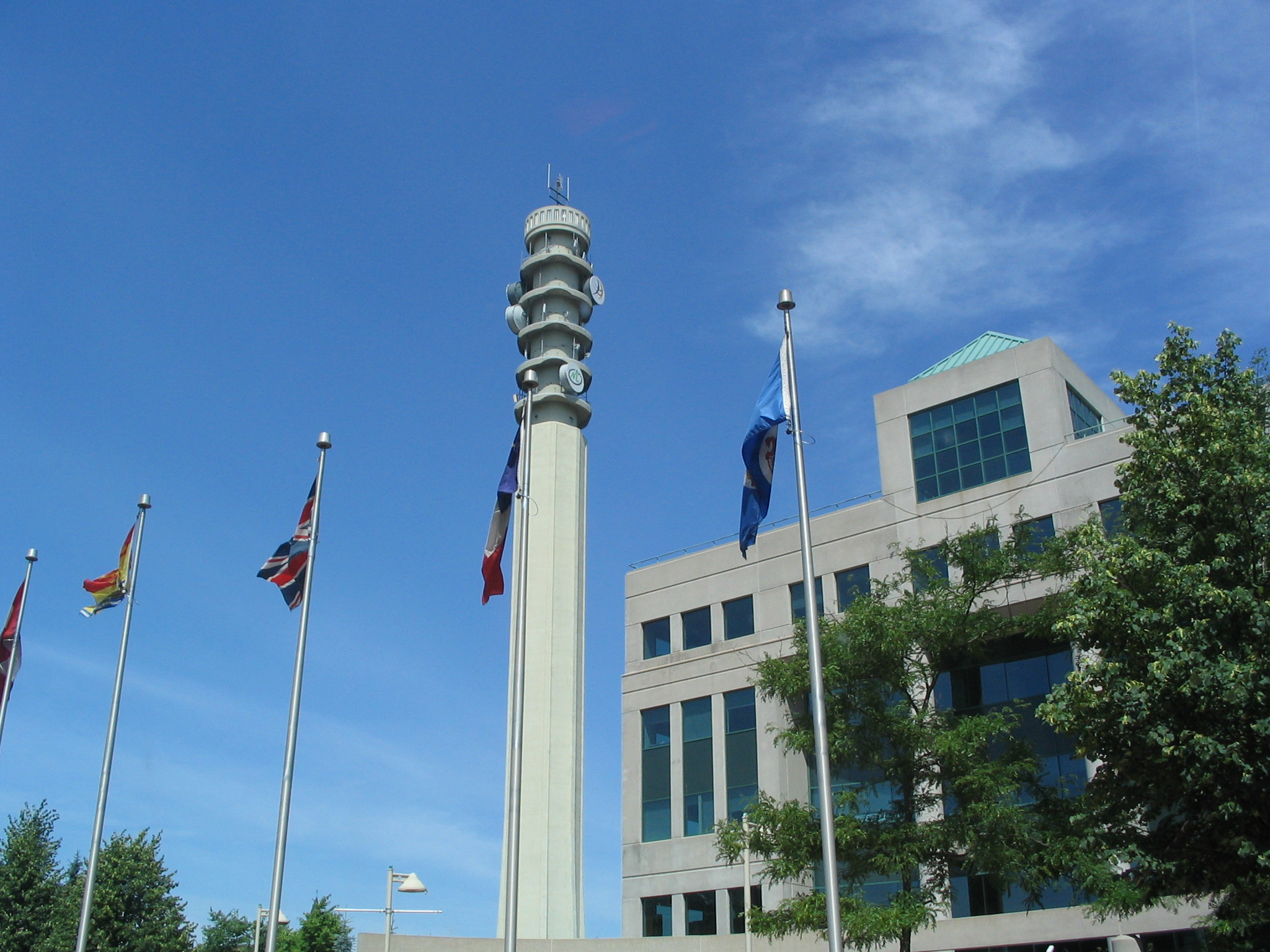
Bell Aliant Sendeturm in Moncton

Bell Aliant Inc. ist ein kanadisches Telekommunikationsunternehmen. Der Hauptsitz des Unternehmens verteilt sich auf mehrere Standorte auf den Atlantischen Provinzen. Das Unternehmen beschäftigt rund 9100 Mitarbeiter und versorgt den östlichen Teil des Landes. Bell Canada verfügt über 44 % der Anteile am Unternehmen führt die operativen Geschäfte.

## Geschichte
Das Unternehmen entstand 1999 aus dem Zusammenschluss von den vier größten Telekommunikationsunternehmen Maritime Telephone and Telegraph Company (MT&T), Island Telecom, New Brunswick Tel (NBTel) und NewTel Enterprises. Aus den vier Provinzen Nova Scotia, Prince Edward Island, New Brunswick und Neufundland und Labrador.

## Dienstleistungen
Das Unternehmen vermarktet seine Produkte und Dienstleistungen unter der Marke "Bell Aliant" in Atlantic Canada und unter der Marke "Bell" den östlichen Teil der Provinz Ontario und Québec. In Atlantic Canada betreibt das Unternehmen high-Speed Internet und Telefonnetze, IPTV und Kabelfernsehen. Mitte 2009 startete Bell Aliant sein Glasfasernetz. Mitte 2011 waren rund 294.000 Haushalte und Unternehmen an das neue Glasfasernetz angeschlossen. Bis Ende 2012 sollen rund 600.000 Kunden Zugang zum neuen Glasfasernetz erhalten.
Das Unternehmen bietet Dienstleistungen für:
- Festnetztelefonie,
- Mobilfunk (Bell Mobility)
- Internetzugang
- IPTV und DigitalTV.